# فيوجي

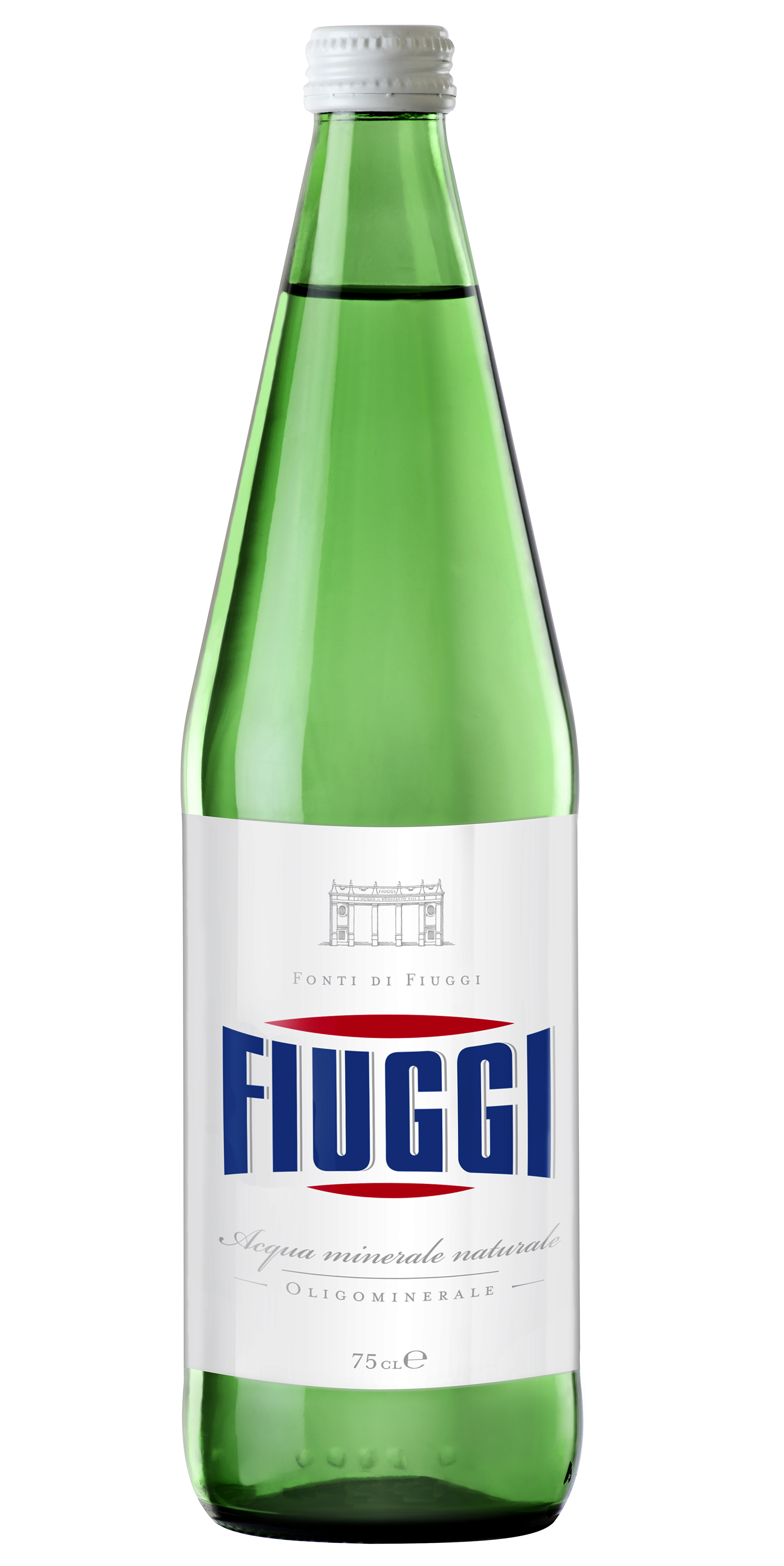
مياه فيوجي.

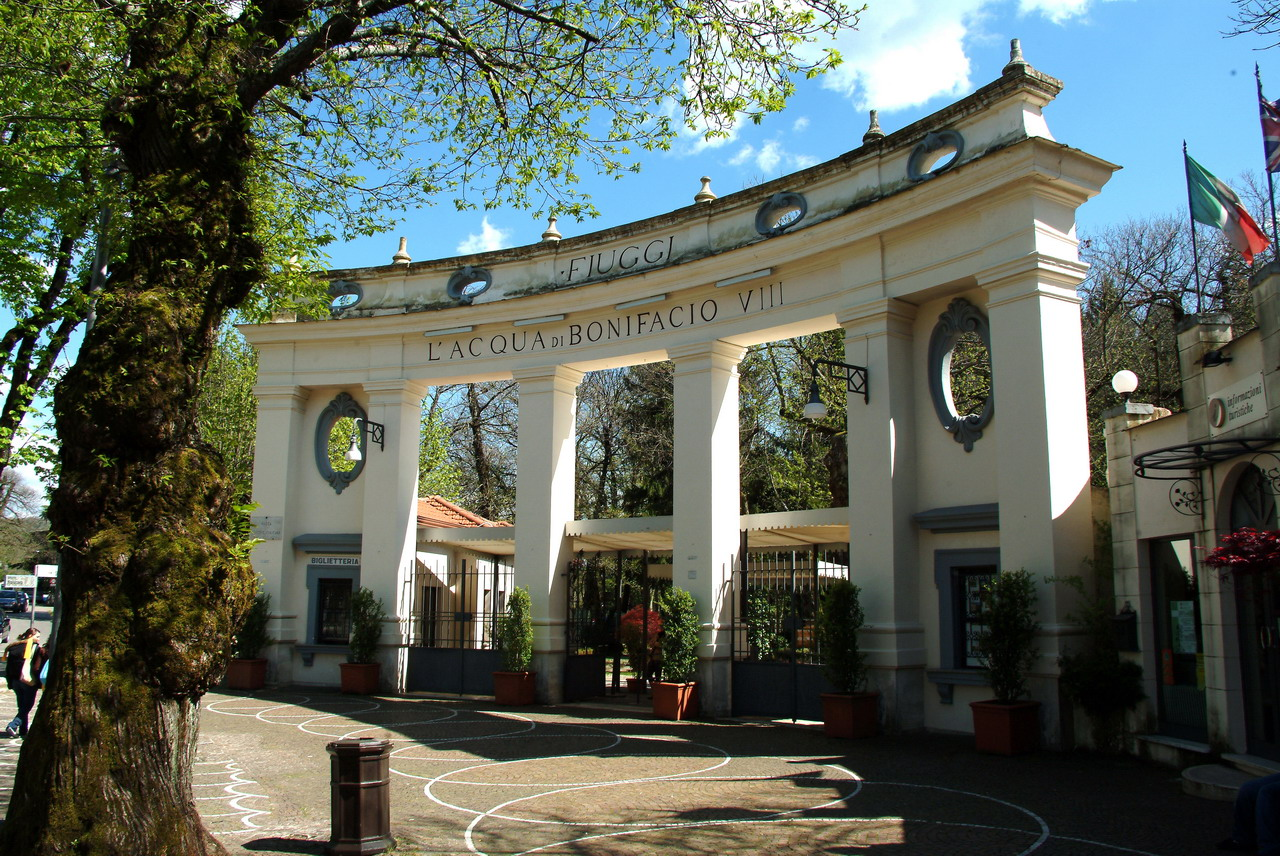
Thermae من Boniface الثامن.

فيوجي، (سيوسيارو) هي كوموني (بلدية) ف منطقة لاتسيو في وسط إيطاليا. اشتهرت فيوجي بأكوا دي فيوجي مياه فيوجي التي تتدفق من الينابيع الطبيعية والجبال. تم استخدام المياه في إيطاليا منذ أوائل القرن 14 واشتهرت بخصائصها العلاجية الطبيعية.

## التاريخ
اكتسب فيوجي، المعروف أصلاً باسم أنتيكولي دي كامباني شهرة في وقت مبكر من القرن 14، عندما ادعى البابا بونيفاس الثامن أن حصوات الكلى قد تم علاجها بالمياه المعدنية من نبع فيوجي القريب. بعد قرنين من الزمان، أشاد مايكل أنجلو أيضًا بمميزات المياه التي شفاها مما أسماه النوع الوحيد من الحجر الذي لا أحبه. سرعان ما تم إرسال مياة فيوجي في زجاجات إلى جميع ملوك أوروبا. لم يكن من المألوف حتى مطلع القرن 20 القيام برحلات الحج إلى مدن السبا، وفي هذا الوقت تقريباً أخصوم ملك إيطاليا تسمية أنتيكولي تكريما لجاذبيتها الأكثر شهرة - مياه فيوجي.
من القرن16 إلى القرن 19، كانت فيوجي والعديد من مدن التلال القريبه جزءًا من الولايات البابوية. على عكس جيرانها، قدمت أنتيكولي دي كامباجنا مصدرًا للدخل من خلال مبيعاتها لمياة المعجزة وغالبًا ما تُمنح هذه المياه للعائلات النبيلة مقابل الخدمات المقدمة. في بعض الأحيان، لم يتكلف هؤلاء الأرستقراطيون عناء زيارة المدينة، لكن دائماًأ رسلوا مندوبًا للتأكد من بقاء أي من الأرباح أو القليل منها في المدينة. قام الغرباء من الطبقة العليا بتغطية الجدران الأصلية التي تعود للقرون الوسطى بجص مطلي مشابه لتلك الموجودة في روما الحديثه، مما أدى إلى تغيير مظهر المدينة. اليوم، تقوم مجموعة نشطة من السكان المحليين باعادة ترميم الواجهات الحجرية ببطء في محاولة لإعادة المدينة إلى شكلها في العصور الوسطى.

## أكوا دي فيوجي
يمر مصدر فيوجي عبر الرواسب البركانية القديمة لجبال ارنيسي التي تحتوي على نظام بيئي لم يغيره البشر. صنفت في أوروبا على أنها مياه قليلة المعادن، كما تم اثبات أنها تحتوي على مكونات معينة من مجموعة «المادة الدبالية» التي زعم أنها تعطي المياه فوائد صحيه عديده. لقد ثبت أن فيوجي فعالة في تكسير وإخراج حصوات الكلى من الجسم والمساعدة في تحسين وظائف الكلى.
اعتمدت مياه فيوجي من قبل المعهد الوطني الإيطالي للصحة لمساعدته في لتحفيز الكلى في تكسير وتفتيت حصوات الكلى. اجريت العديد من الدراسات الطبية ونشرها في المجلات العلمية الإيطالية استشهادا بأدلة على أن فيوجي مفيدة في إذابة حصوات الكلى وتحسين وظائف الكلى.

## المعالم السياحية الرئيسية
ينقسم فيوجي إلى قسمين وهي قسم علوي وقسم سفلي. تسمى المنطقة التي توجد بها الينابيع باسم فيوجي الجديدة أو فيوجي فونتي عند قاعدة التل تم تطويرها خلال العصور الوسطى لذا فهي ليست جديدة تمامًا. الجزء العلوي، أو فيوجي القديم، يبلغ 2,500 قدم (760 م) فوق مستوى سطح البحر. السكان الأساسيون يسمونها "فيوجي سيتا.فيوجي سيتا هي قرية محصنة من العصور الوسطى، كانت موجودة حتى قبل العصر الروماني.
تشمل مناطق الجذب الرئيسية:

- فونتي بونيفاسيو
- فونتي أنتيكولانا
- تيرمي دي فيوجي - سبا ومركز جولف
- كنيسة سانتا ماريا ديل كولي الصغيرة
- كنيسة سان بياجيو ، التي حتى لو أعيد بناؤها في القرن السابع عشر، لا تزال تحتفظ ببعض اللوحات الجدارية لعلماء جيوتو.
- النافورة المصنوعة من الحديد الزهر في ساحة بياف ، التي أقيمت في عام 1907 للاحتفال بوصول المياه الجارية في هذه المدينة التي تدين بوجودها إلى الينابيع الوفيرة التي تجري أسفل التل.
- بالازو فالكوني المزخرف، في وسط المدينة القديمة. يرتبط بهذا المبنى الأسطورة التي نام فيها نابليون بونابرت أيضًا.
- فندق جراند السابق، الآن المسرح البلدي.
- بنيت كنيسة «سان بيترو» على أنقاض القلعة القديمة. كان برج الجرس الفعلي أحد أبراج القلعة السابقة.

تتكون فيوجي مؤاً للعديد من المنتجعات الصحية التي تحتوي على مياه فيوجي كجزء من العلاج المائي. 

## حضاره
ترتبط المدينة بأسطورة ستوز، فقد ظهرت ألسنة اللهب المزيفة على المدينة نتيجة هجوم قوات العدو، ونجح ذلك في خداع الغزاة. مقال. يتم الاحتفال بالمعجزة اليوم كل 2 فبراير عندما يتم حرق أهرامات خشبية في الساحة الرئيسية بالمدينة لتذكر الحدث. 

## المدن التوأم
- Helmstedt, ألمانيا
- Santo Domingo, جمهورية الدومنيكان
- Tarrafal de São Nicolau، Cape Verde
- Canistro, إيطاليا[9]

## روابط خارجية
- في إيطاليا اون لاين - Fiuggi
- فيديو السفر إيطاليا - Fiuggi